# Orde van Diredgunabhorn

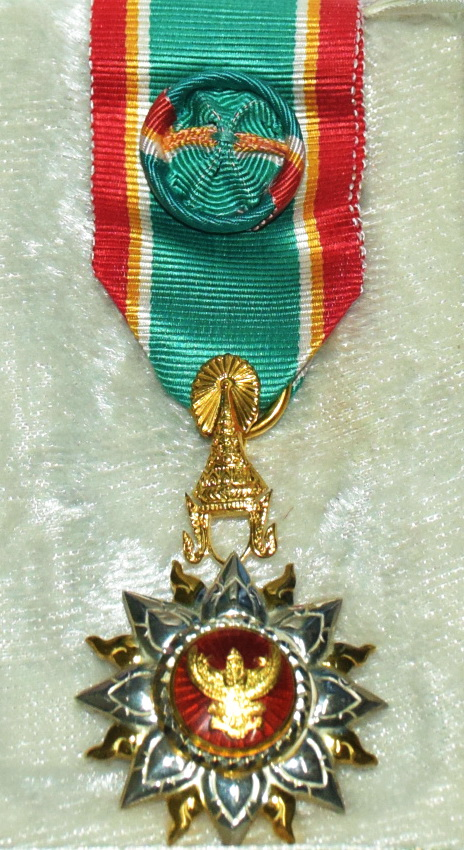
Companion in de Orde van Diredgunabhorn

De Meest Bewonderenswaardige Orde van Diredgunabhorn, in het Nederlands betekent het Pali-woord "Diredgunabhorn" de "bijdrage", is een Thaise Ridderorde. Men schrijft ook "Orde van de Direkgunabhorn". De orde werd in 1991 door Rama IX ingesteld.
De Orde bestaat uit zeven graden.
Bijzonder aan deze orde is dat zij niet alleen wordt toegekend aan diegenen die bijdragen aan welzijn, sport, wetenschap, cultuur literatuur en religie, men mag ook een verzoekschrift indienen.
Buitenlanders die zich voor Thailand verdienstelijk hebben gemaakt kunnen verzoeken of zij in de graad van Lid of Companion in deze orde kunnen worden opgenomen. Thai die een medaille winnen op de Olympische Spelen, Aziatische kampioenschappen of de Aziatische Spelen kunnen Lid of Companion worden. Leraren kunnen eveneens in de graad van Lid of Companion in deze orde worden opgenomen.
Voor onderzoekers, wetenschappers en kunstenaars kunnen in de klassen tot en met de IIe Klasse worden benoemd.
Een bijdrage aan Thailand, in de vorm van geschonken land, natura of geld kan ook recht geven op opname in deze orde. In het decreet van 23 september 1995 geeft de Thaise koning precieze instructies en normen.
De grootte van de geldelijke bijdrage aan een van de door de Thaise koning bevorderde projecten bepaalt de graad waarin men in de orde wordt opgenomen. De ministeries en het Rode Kruis moeten een getuigschrift afgeven waarin de bijdragen staan opgesomd.
Een donatie van dertig miljoen Baht levert een grootkruis in deze orde op. Een Zilveren Medaille krijgt men na een donatie van 100 000 Baht.

## De graden in de orde
- Ie Klasse of Ridder en Dame Grootkruis

De Grootkruisen dragen een ster op de linkerborst en het kleinood aan een breed lint over de rechterschouder.
- IIe Klasse of Ridder en Dame Commandeur

De Ridders-Commandeur dragen een ster op de linkerborst en het kleinood aan een lint om de hals.
- IIIe Klasse of Commandeur

De Commandeurs dragen kleinood aan een lint om de hals.
- IVe Klasse of Companion

De Companions dragen hun kleinood aan een lint met een rozet op de linkerborst
- Ve Klasse of Lid

De Leden dragen hun kleinood aan een lint op de linkerborst
- VIe Klasse of Gouden Medaille van de Diredgunabhorn

De VIe Klase draagt een niet geëmailleerd gouden kleinood aan een lint op de linkerborst
- VIIe Klasse of Zilveren Medaille van de Diredgunabhorn

De VIIe Klase draagt een niet geëmailleerd zilveren kleinood aan een lint op de linkerborst

## De versierselen
Het kleinood van deze orde is een achtpuntige zilveren ster waarop een achtpuntige ster van goud is gelegd. Op de bovenste gouden punt is een gouden Thaise kroon met een zonneschijf als verhoging en verbinding met het lint gelegd. Op het midden van ster ligt een rond rood medaillon met een zilveren ring en een gouden afbeelding van de mythische vogel garoeda.
Het lint is groen, wit, geel en rood. Daarmee zijn natie, religie en koning op symbolische wijze aangeduid. Het groen staat voor de Boeddha van Smaragd en wit is de kleur die aan de geboortedag van Koning Rama IX is verbonden.
De ster, in het Thais "Dthara" genoemd, is gelijk aan het kleinood maar de kroon wordt weggelaten. Er is geen keten aan de orde verbonden

## De draagwijze
Dames dragen een iets smaller grootlint. In plaats van aan een lint op de borst dragen zij hun versiersel aan een strik op de linkerschouder.